# یواس‌اس اوماها (سی‌ال-۴)
یواس‌اس اوماها (سی‌ال-۴) (به انگلیسی: USS Omaha (CL-4)) یک کشتی بود که طول آن ۵۵۶ فوت ۶ اینچ (۱۶۹٫۶۲ متر) بود. این کشتی در سال ۱۹۲۰ ساخته شد.